# Seitenstetten
Seitenstetten è un comune austriaco di 3 346 abitanti nel distretto di Amstetten, in Bassa Austria; ha lo status di comune mercato (Marktgemeinde).
Nella biblioteca della celebre abbazia benedettina, nel 2004, sono stati rinvenuti i manoscritti inediti di tre quartetti del compositore spagnolo Diego de Araciel